# Casa de Braganza Sajonia-Coburgo y Gotha

Bandera de Portugal durante el reinado de la Casa de Braganza Sajonia-Coburgo y Gotha (o Braganza-Wettin).

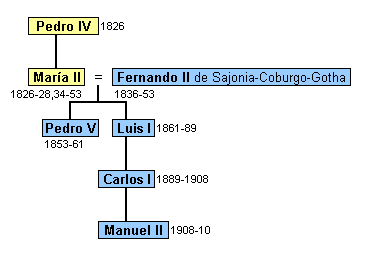
Árbol genealógico de los reyes de Portugal de la Casa de Braganza Sajonia-Coburgo y Gotha (en azul). Se incluye a los dos últimos monarcas de la Casa de Braganza (en amarillo).

La Casa de Braganza Sajonia-Coburgo y Gotha, también llamada Casa de Sajonia-Coburgo-Braganza es la casa real de un linaje germano-portugués que tuvo su origen con la unión matrimonial de la reina María II de Portugal, de la Casa de Braganza, con el príncipe Fernando II de Sajonia-Coburgo-Gotha, de la Casa de Wettin.
La familia de esta Casa Real ocupó el trono portugués desde el ascenso del rey Pedro V de Portugal en 1853 hasta 1910 con el derrocamiento de la monarquía en Portugal con el rey Manuel II.

## Familia real de Portugal

### Hijos de Fernando II y de María II de Portugal
- Pedro V, rey de Portugal
- Luis I, rey de Portugal
- María de Braganza, infanta de Portugal (muerta al nacer)
- Juan de Braganza, duque de Beja
- María Ana de Braganza, reina consorte de Sajonia
- Antonia de Braganza, infanta de Portugal y princesa de Hohenzollern-Sigmaringen
- Fernando María de Braganza, infante de Portugal
- Augusto de Braganza, duque de Coímbra
- Leopoldo de Braganza, infante de Portugal (muerto al nacer)
- María de la Gloria de Braganza, infanta de Portugal (muerta al nacer)
- Eugenio de Braganza, Infante de Portugal (muerto al nacer)

### Hijos de Pedro V
- Sin descendencia directa.

### Hijos de Luis I
- Carlos I, rey de Portugal
- Afonso de Braganza, príncipe Real de Portugal y duque de Porto

### Hijos de Carlos I
- Luis Felipe de Braganza, príncipe da Beira y príncipe Real de Portugal
- María Ana de Braganza, infanta de Portugal (muerta al nacer)
- Manuel II, rey de Portugal

El rey también habría tenido una relación extramatrimonial con María Amelia Laredó y Murça, con la que supuestamente tuvo una hija:
- María Pía de Braganza (supuesta hija natural)

### Hijos de Manuel II
- Sin descendencia directa.

## Pretendientes post-monarquía

### María Pía de Braganza
En 1932, después de la muerte del último rey de Portugal, una  mujer que alegaba ser hija natural del rey Carlos I y por lo tanto supuesta hermana del rey, Manuel II, conocida como María Pía de Sajonia-Coburgo Gotha y Braganza, de acuerdo con el texto de las Cortes de Lamego que decía que "si el Rey muere sin hijos, en el caso de tener hermano este poseerá el reino en su vida", reclamó el título de duquesa de Braganza (por la rama constitucional de los Braganza Sajonia-Coburgo y Gotha) y defendió ser la legítima reina de Portugal.
María Pía de Braganza (1907-1995) dejó descendencia adoptiva que siguió reclamando derechos de sucesión dinástica.